# Terence Neilson
Terry Neilson, född den 2 november 1958 i Toronto, är en kanadensisk seglare.
Han tog OS-brons i finnjolle i samband med de olympiska seglingstävlingarna 1984 i Los Angeles.